# Sunshine (Cântec de OneRepublic)
„Sunshine” este o piesă a formației americane de pop rock OneRepublic. Piesa a fost lansată pe 10 noiembrie 2021, prin intermediul Interscope Records și Mosley Music Group. Solistul trupei, Ryan Tedder și basistul Brent Kutzle au scris piesa împreună cu Casey Smith, Noel Zancanella, Tyler Spry și Zach Skelton, în timp ce Tedder și Kutzle au produs-o alături de Spry și Simon Oscroft. Este primul single de pe al șaselea album de studio al trupei, Artificial Paradise.

## Conținut
„Sunshine” este coloana sonoră a filmului Clifford the Big Red Dog⁠(d) (2021). Piesa este scrisă în tonalitatea F major, cu un tempo de 140 de bătăi pe minut. Piesa conține un rap al lui Tedder în timpul podului.

## Credite și personal
- Brent Kutzle – producător, compozitor, textier
- Ryan Tedder – producător, compozitor, textier
- Simon Oscroft – producător, artist asociat, inginer, chitară, personal de studio
- Tyler Spry – producător, compozitor, textier, artist asociat, inginer, chitară, personal de studio
- Casey Smith – compozitor, textier
- Noel Zancanella – compozitor, textier
- Zach Skelton – compozitor, textier
- Brian Willett – artist asociat, clape
- Joe Henderson – artist asociat, inginer, personal de studio, producător vocal
- Loren Ferard – artist asociat, chitară
- Chris Gehringer – inginer de mastering⁠(d), personal de studio
- John Nathaniel – mixer, personal de studio